# Kastrijot Ndau
Kastrijot Ndau (* 19. Februar 1999 in Brugg) ist ein schweizerisch-albanischer Fussballspieler.

## Karriere

### Verein
Ndau stammt aus der Jugend des FC Zürich. Mit der U-21 des FCZ spielte er für zwei Saisons regelmässig in der dritthöchsten Promotion League. 2019 wechselte er zum FC Wil in die zweithöchste Challenge League. Dort unterschrieb er einen Vertrag bis 2022. Im Gegensatz zu weiteren FCZ-Junioren (wie Bledian Krasniqi) wurde Ndau aber nicht ausgeliehen, sondern von Wil fix übernommen.
Nachdem Ndau in der Challenge League 2019/20 regelmässig gespielt hatte, verpasste Ndau den Saisonstart im Herbst 2020 aufgrund einer Verletzung. Im Mai 2022 verlängerte Ndau seinen Vertrag um zwei Jahre auf den Sommer 2024. Zur Saison 2022/23 wurde Ndau zu einem der Schlüsselspieler der Wiler, die einen Höhenflug erlebten. Kommentatoren strichen vor allem die teilweise spielentscheidenden Freistösse von Ndau hervor. Im Januar 2024 wurde der Vertrag von Ndau vorzeitig um zwei weitere Jahre bis Sommer 2026 verlängert. Gleichzeitig wurde er zum neuen Captain der Wiler ernannt, nachdem der bisherige Captain Philipp Muntwiler zum Jahresende seine Aktivkarriere beendet hatte und neu Co-Trainer geworden war. Er sorgte zu Beginn der Saison 2024/25 für eine Überraschung, als er es schaffte bereits nach fünf Spielen vier gelbe Karten und damit eine Spielsperre zu erhalten. Die nächste Sperre stand bereits nach dem elften Spiel des Wiler Captains an. Im Auswärtsspiel zu Gast bei Stade Nyonnais erhielt er seine achte gelbe Karte der Saison und wurde wiederum für ein Spiel gesperrt. Ende Februar 2025 erhielt er auswärts in Lausanne seine zwölfte gelbe Karte und damit erneut eine Spielsperre. Im gleichen Spiel erzielte er allerdings auch ein Tor per Penalty. Am Ende der Saison 2024/25 hatte Ndau 17 gelbe Karten in der Meisterschaft gesammelt, das war Rekord seit der Umbenennung der Challenge League.

### Nationalmannschaft
Ndau spielte in diversen Nachwuchsteams des Schweizerischer Fussballverbands. Ausserdem absolvierte er eine Partie für die albanische U-21.